# Los Juríes
Los Juríes  (ex Pueblo Fides) es una ciudad del departamento General Taboada, provincia de Santiago del Estero, Argentina. Se accede por la RP 31; a 280 km de la capital provincial.

## Toponimia
La "Nación de los Juríes" fue un pueblo originario, tanto tenaces resistentes a la usurpación de los Incas, como de los occidentales españoles. Los realistas, en 1550,  encontraron hablantes de los idiomas Quichua y Jurí o Tonocoté. Los Juríes eran una nación pacifista, sedentaria,  ocupantes del área entre los ríos Salado y Dulce. Estos dos pueblos  coexistían pacíficamente.  Y los españoles notaron que los guías originarios peruanos se comunicaban con ellos en quechua  Archivado el 10 de mayo de 2007 en Wayback Machine.

## Tradiciones del ferrocarril
El tramo del F.C. del Estado era llamado "ramalero,  recorriendo desde Bandera a la ciudad de Añatuya, con un trayecto de 128 km; pero al principio  solamente tenía 50 km desde Bandera a Los Juríes, en esas décadas denominado "Km. 450" (sic).  En 1928, se finalizó su construcción hasta Añatuya, 78 km más.
En 1942 se realizó el ramal ferroviario de cargas desde Los Juríes hasta el "Paraje Mailin".

## Turismo
Los Juríes cuenta con dos grandes fiestas provinciales que se realizan año a año:
- Fiesta provincial del algodón: que se realiza conjuntamente entre la cooperativa agropecuaria Los Juríes y el colegio agrotécnico de la ciudad.
- Fiesta provincial del suri.

## Demografía
Contaba con 3,833 habitantes (Indec, 2010), lo que representa un incremento del 19,3 % frente a los 3,212 habitantes (Indec, 2001) del censo anterior. Representaba el 10,05% de la población del departamento, y el 0,42 % de la provincia.
| Gráfica de evolución demográfica de Los Juríes entre 1960 y 2010 |
|                                                                  |
| Fuentes: INDEC                                                   |

## Proyecto Minifundio Los Juríes - Añatuya
Para colaborar en el desarrollo socioeconómico de pequeños productores de Los Juríes, en actividades agrícola-ganaderos de algodón, caprinos, alfalfa, uso del monte y autoconsumo.

### Intervinientes
Agencia de Extensión Rural INTA Añatuya, Coop. Unión Campesina de Los Juríes, Comisión Central de Campesinos de Añatuya, Estación Experimental Agropecuaria INTA Santiago del Estero.

## Emisora
- FM Juríes
- FM Huna
- FM tv

## Parroquias de la Iglesia católica en Los Juríes
| Diócesis  | Añatuya                       |
| --------- | ----------------------------- |
| Parroquia | Nuestra Señora de la Asunción |